# Monomorium taedium
Monomorium taedium är en myrart som beskrevs av Bolton 1987. Monomorium taedium ingår i släktet Monomorium och familjen myror. Inga underarter finns listade i Catalogue of Life.

## Bildgalleri

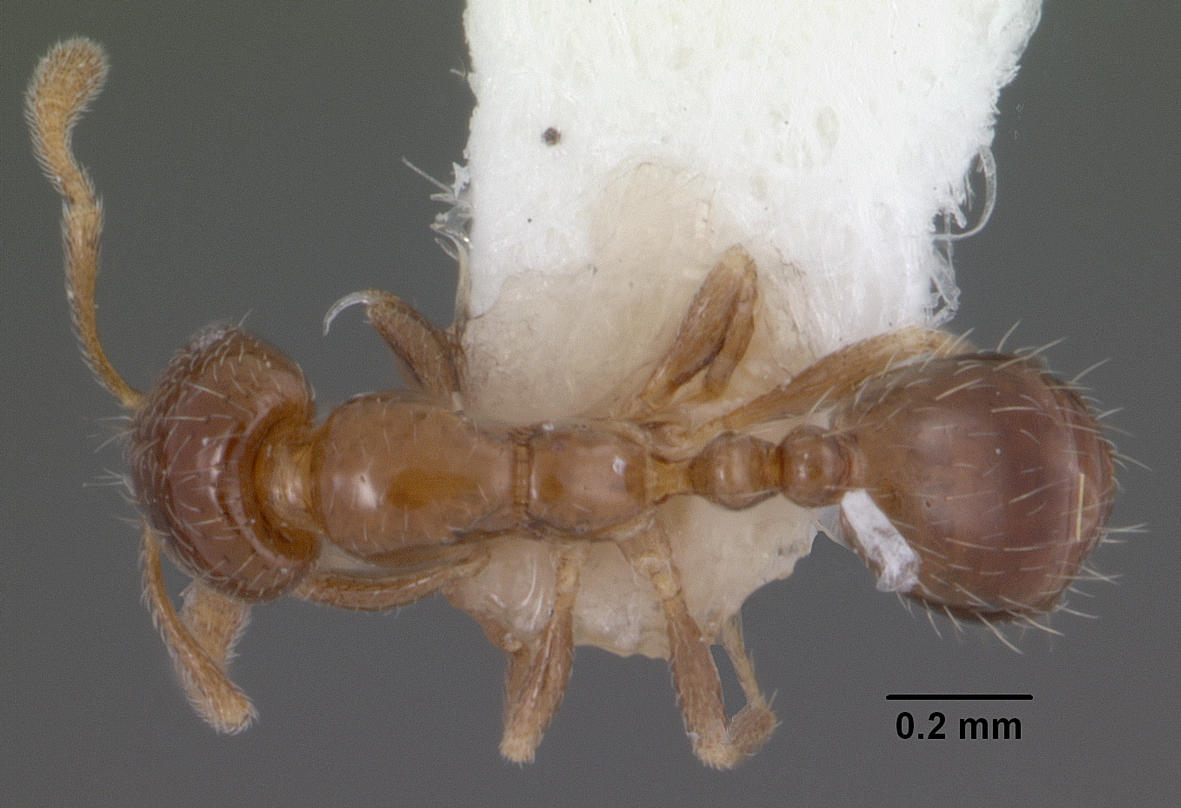
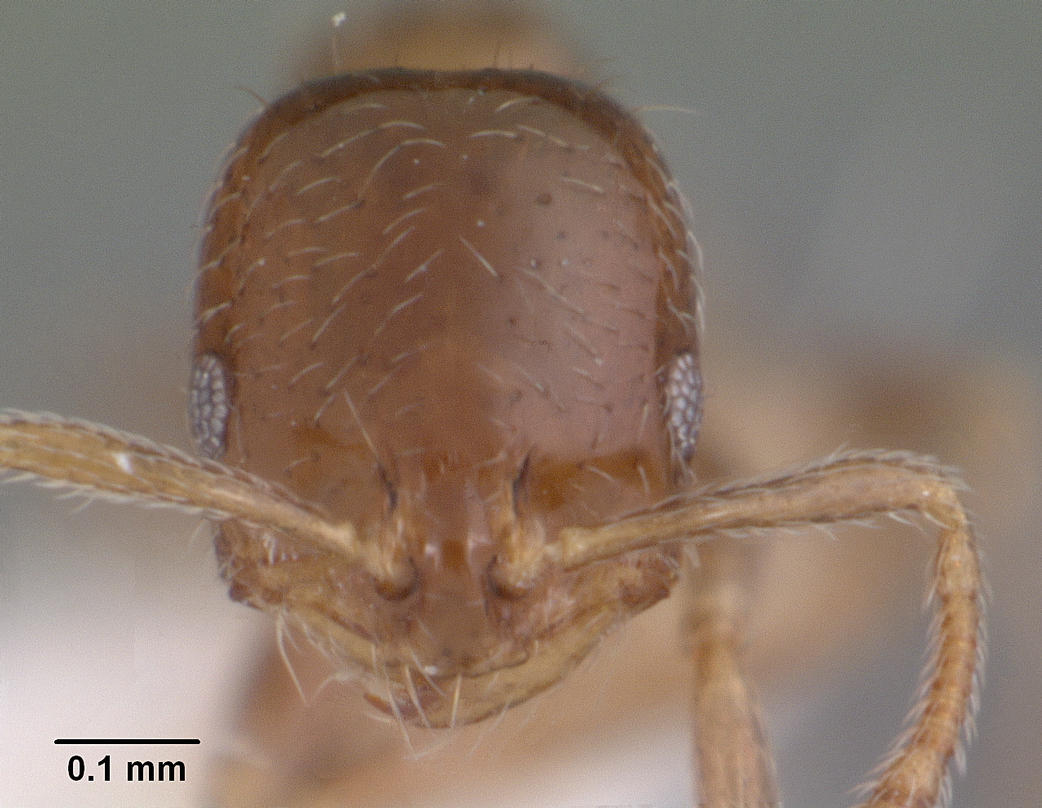
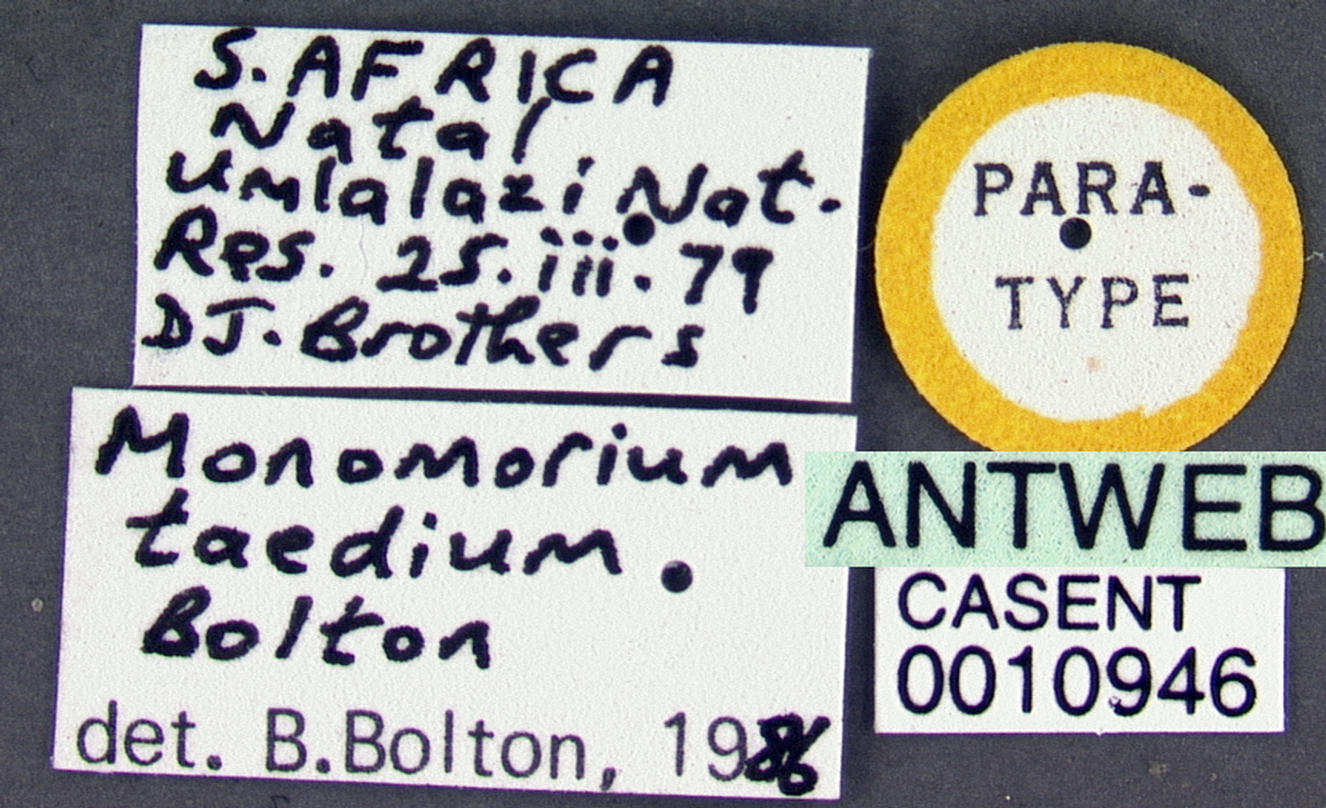
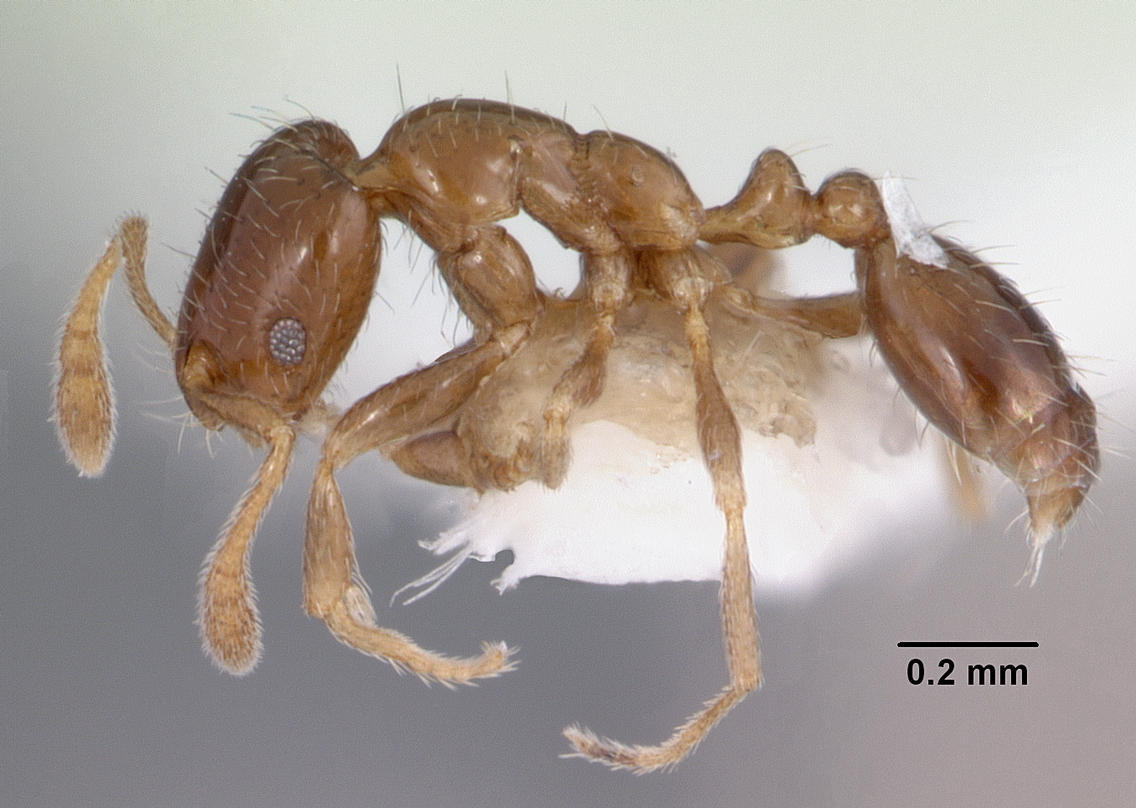